# Răuțeni
Răuțeni – wieś w Rumunii, w okręgu Suczawa, w gminie Zamostea. W 2011 roku liczyła 86 mieszkańców. 